# Ribeira Grande (Azores)
Ribeira Grande (en portugués, río grande) es una ciudad portuguesa en la Isla de San Miguel, Azores, con cerca de 5 300 habitantes.
Es la sede de un municipio con 179,50 km² de área y unos 28 462 habitantes (2001), subdividido en 14 freguesias. El municipio está limitado al este por el municipio de Nordeste, al sur por Povoação, Vila Franca do Campo y Lagoa, al oeste por Ponta Delgada y por la costa del océano Atlántico al norte.
Fue elevada a la categoría de ciudad el 29 de junio de 1981.

## Geografía
La población está dividida en las siguientes freguesias:
- Calhetas
- Conceição (Ribeira Grande)
- Fenais da Ajuda
- Lomba da Maia
- Lomba de São Pedro
- Maia
- Matriz (Ribeira Grande)
- Pico da Pedra
- Porto Formoso
- Rabo de Peixe
- Ribeira Seca
- Ribeirinha
- Santa Bárbara
- São Brás

## Administración y política
Es el inmueble sede del poder ejecutivo municipal. Se trata de un palacio de los siglos XVI y XVII.
El edificio tiene dos plantas. Un arco permite atravesarlo. En un extremo existe una torre con reloj, mientras que al otro hay unas escalinatas. En su interior conserva la piedra remate de una picota, así como una colección de retratos de los jefes de Estado de Portugal desde María II de Portugal.
El ayuntamiento se fundó en el año 1507 y la primera reunión municipal tuvo lugar el 5 de enero de 1555.